# Pilar Gonzalbo Aizpuru
Pilar Gonzalbo Aizpuru (Madrid, 17 de enero de 1935 - 26 de febrero de 2024,Ciudad de México, México) fue una historiadora, investigadora, catedrática, y académica española nacionalizada mexicana. Se especializó en la historia de la educación en México y en la historia de la familia en la Nueva España.

## Semblanza biográfica
Licenciada en Historia de América en la Universidad Complutense de Madrid. Se trasladó a la Ciudad de México, donde estudió una maestría en pedagogía graduándose con la tesis "La educación femenina en la Nueva España : Colegios, conventos y escuelas de niñas" y un doctorado en Historia en la Facultad de Filosofía y Letras de la Universidad Nacional Autónoma de México, (UNAM).
Desde 1980 es profesora e investigadora del Centro de Estudios Históricos de El Colegio de México, del cual fue coordinadora académica de 1989 a 2001. Adicionalmente, ha impartido clases en la Universidad Nacional Autónoma de México, en la Universidad Iberoamericana (UIA) y en la Escuela Nacional de Antropología e Historia (ENAH).
Es miembro de la Academia Mexicana de Ciencias, de la Asociación de Historiadores Latinoamericanistas y del Consejo Latinoamericano de Ciencias Sociales (CLACSO). Es investigadora del Sistema Nacional de Investigadores, en el cual fue nombrada investigadora emérita desde 2006. Es miembro del Consejo Consultivo de Ciencias de la Presidencia de la República.
Es considerada la mayor especialista en la historia de la educación en el Virreinato de Nueva España, el valor de sus investigaciones en este ámbito es su gran conocimiento de la historia de las instituciones y las ideas pedagógicas ibéricas y novohispanas, como el Humanismo. Destaca su importancia en el tema de la historia de la familia en el período colonial, así como observar el papel de la mujer en la historia de México. Es la introductora en México de la perspectiva historiográfica, de origen francés, que se le conoce como historia de la vida cotidiana. Sus investigaciones son sustentadas con fuentes de archivos, tales como: Archivo General de la Nación de México (AGN), Archivo del Arzobispado de México, Archivo General de Indias, Archivo de la Biblioteca Nacional de México (BNM), archivo del Antiguo Ayuntamiento de México. En sus diversos trabajos puede observarse su labor archivística y cómo interpretó la información, haciendo con ésta varios libros especializados en historia de la mujer, las castas, su educación y su rol en la vida cotidiana, así como la educación de los jesuitas.
Los intereses de la Dra. Gonzalbo se centran en temas relacionados con la historia cultural: la familia, las mujeres, la educación, la vida cotidiana y los sentimientos. A ellos se refieren sus nueve libros de autoría personal y más de veinte como editora o coordinadora de obras colectivas en las que ha trabajado junto al grupo que colabora desde hace más de dos décadas en el seminario de historia de la vida cotidiana.
Es autora, editora y coordinadora de una serie de libros y numerosos artículos y capítulos de libros en los que aborda el tema de la historia, principalmente en el período colonial. Entre sus obras destaca la serie "Historia de la vida cotidiana en México" publicada por el Fondo de Cultura Económica y El Colegio de México en cinco tomos, contando con la colaboración de destacados especialistas en el tema.
En 2016 incursiona en los cursos abiertos masivos en línea (MOOC) con el curso "Historia de la vida cotidiana", producido por el Programa de Educación Digital de El Colegio de México bajo la plataforma México X.

## Premios y distinciones
- Reconocimiento y mención honorífica por el Instituto Nacional de Antropología e Historia (INAH) en 1999.
- Medalla "Gabino Barreda" por sus estudios de posgrado en la Universidad Nacional Autónoma de México (UNAM) en 1983.
- Premio a la Mejor Reseña otorgado por el Comité Mexicano de Ciencias Históricas en 2005.
- Premio "Antonio Cubas" otorgado por el Instituto Nacional de Antropología e Historia en 2005.
- Investigadora Emérita por el Sistema Nacional de Investigadores en 2006.
- Premio Nacional de Ciencias y Artes en el área de Historia, Ciencias Sociales y Filosofía en 2007.[8]

## Obras publicadas
Ha escrito más de 60 artículos y capítulos de libros, coordinado más de 16 libros y tiene otros ocho de autoría propia, entre ellos se encuentran: 
- Pilar Gonzalbo, ed. (1985). La educación de la mujer en la Nueva España. Secretaria de Educación Pública. ISBN 9686011919. OCLC 25200282.
- Gonzalbo, Pilar (1987). Las mujeres en la Nueva España. Educación y vida cotidiana. El Colegio de México. ISBN 9786076287958. OCLC 1303558760. doi:10.2307/j.ctv513bk8.[9]
- Gonzalbo, Pilar. La educación popular de los jesuitas. México: Universidad Iberoamericana. ISBN 9688590398. OCLC 1025726782.[10]
- Gonzalbo, Pilar (1990). Historia de la educación en la época colonial. El mundo indígena. México: El Colegio de México. ISBN 9681204417. OCLC 1229458372. doi:10.2307/j.ctv47w4n0.[11]
- Gonzalbo, Pilar (1990). Historia de la educación en la época colonial. La educación de los criollos y la vida urbana. México: El Colegio de México. ISBN 9681204492. OCLC 931752030.[12]
- Pilar Gonzalbo, ed. (1991). Familias novohispanas, siglos XVI a XIX : seminario de historia de la familia. México: El Colegio de México. ISBN 9681204581. OCLC 463727025. doi:10.2307/j.ctv47wfbp.
- Pilar Gonzalbo, ed. (1993). Historia de la familia. México: Instituto de Investigaciones Históricas Doctor José María Luis Mora. ISBN 968638281X. OCLC 1024434860.
- Pilar Gonzalbo; Rabell, Cecilia, eds. (1994). La familia en el mundo iberoamericano. México: Universidad Nacional Autónoma de México: Instituto de Investigaciones Sociales. ISBN 9683638511. OCLC 431745027.[13]
- Pilar Gonzalbo; Rabell, Cecilia, eds. (1996). Familia y vida privada en la historia de Iberoamérica: Seminario de historia de la familia. México: El Colegio de México, Universidad Nacional Autónoma de México: Instituto de Investigaciones Sociales. ISBN 9786075640426. OCLC 605022646. doi:10.2307/j.ctv47wf2t.
- Pilar Gonzalbo; Ossenbach, Gabriela, eds. (1996). Educación rural e indígena en Iberoamérica. México: El Colegio de México. ISBN 9681206789. OCLC 651495024.
- Pilar Gozalbo, ed. (1997). Género, familia y mentalidades en América Latina. San Juan: Editorial de la Universidad de Puerto Rico. ISBN 0847702332. OCLC 760636731.
- Gozalbo, Pilar (1998). Familia y orden colonial. El Colegio de México. ISBN 9681208595. OCLC 1229735822. doi:10.2307/j.ctv3dnr2h.[14]
- Pilar Gonzalbo, ed. (1999). Familia y educación en Iberoamérica. México: El Colegio de México. ISBN 9681208951. OCLC 10017485321. doi:10.2307/j.ctvhn09mb.
- Pilar Gonzalbo, ed. (2001). Familias iberoamericanas : historia, identidad y conflictos. México: El Colegio de México. ISBN 9681209982. OCLC 52881295..
- Pilar Gozalbo; Ares, Bertha, eds. (2004). Las mujeres en la construcción de las sociedades iberoamericanas. México: El Colegio de México, Consejo Superior de Investigaciones Científicas: Escuela de Estudios Hispano-Americanos. ISBN 9681211545.
- Pilar Gonzalbo; Escalante, Pablo, eds. (2004). Historia de la vida cotidiana en México: Mesoamérica y los ámbitos indígenas de la Nueva España. Historia de la vida cotidiana en México. México: Fondo de Cultura Económica, El Colegio de México. ISBN 9681210875. OCLC 760407220.[15]
- Pilar Gonzalbo; Rubial, Antonio, eds. (2005). Historia de la vida cotidiana en México: la ciudad barroca. México: Fondo de Cultura Económica, El Colegio de México. ISBN 9681668308. OCLC 55604796.
- Pilar Gonzalbo, ed. (2005). Historia de la vida cotidiana en México: el siglo XVIII, entre tradición y cambio. México: Fondo de Cultura Económica, El Colegio de México. ISBN 9681677188. OCLC 80346638.
- Gonzalbo, Pilar (2006). Introducción a la historia de la vida cotidiana. México: El Colegio de México. ISBN 9681211766. OCLC 1466408760. doi:10.2307/j.ctv47wf1b.
- Pilar Gonzalbo; Bazant, Milada, eds. (2007). Tradiciones y conflictos. Historias de la vida cotidiana en México e Hispanoamérica. México: El Colegio de México y El Colegio Mexiquense. ISBN 9681212401. OCLC 182847023. doi:10.2307/j.ctv47wbxj.
- Pilar Gonzalbo; Zárate Toscano, Verónica, eds. (2007). Gozos y sufrimientos en la historia de México. México: El Colegio de México e Instituto de Investigaciones Doctor José María Luis Mora. ISBN 9681212711. OCLC 651181253.
- Gonzalbo, Pilar (2009). Vivir en Nueva España: orden y desorden en la vida cotidiana. México: El Colegio de México. ISBN 9786074620221. OCLC 651308911.
- Pilar Gozalbo; Speckman, Elisa, eds. (2009). Los miedos en la historia. México: El Colegio de México; Universidad Nacional Autónoma de México: Instituto de Investigaciones Históricas. ISBN 9786074620474. OCLC 651317525. doi:10.2307/j.ctv512s9t.
- Pilar Gonzalbo; Stapples, Anne, eds. (2009). Una historia de los usos del miedo. México: El Colegio de México y Universidad Iberoamericana. ISBN 9786074620467. OCLC 651317534.
- Pilar Gozalbo; Molina, María del Pilar, eds. (2009). Familias y Relaciones diferenciales: Género y edad. Murcia: Universidad de Murcia y Universidad de Castilla-La Mancha. ISBN 8483719169. OCLC 644355327.
- Pilar Gonzalbo; Stapples, Anne, eds. (2011). Historia de la educación en la Ciudad de México. México: El Colegio de México. ISBN 9786074622812. OCLC 907010516.
- Gonzalbo, Pilar (2013). Educación, familia y vida cotidiana en México virreinal. México: El Colegio de México. ISBN 9786074624144. OCLC 995301629.
- Pilar Gonzalbo, ed. (2013). Amor e historia: La expresión de los afectos en el mundo de ayer. México: El Colegio de México. ISBN 9786074624250. OCLC 860391791.
- Gonzalbo, Pilar; Alberro, Solange (2013). La sociedad novohispana: estereotipos y realidades. México: El Colegio de México. ISBN 9786074624717. OCLC 1298602627.
- Pilar Gonzalbo, ed. (2014). Espacios en la historia: invención y transformación de los espacios sociales. México: El Colegio de México. ISBN 9786074627305. OCLC 994064211.
- Pilar Gonzalbo; Mayer Celis, Leticia, eds. (2016). Conflicto, resistencia y negociación en la historia. México: El Colegio de México. ISBN 9786074629491. OCLC 1105527566.
- Gonzalbo, Pilar (2016). Los muros invisibles: las mujeres novohispanas y la imposible igualdad. El Colegio de México. ISBN 9786074629057. OCLC 10019308761.
- Gonzalbo, Pilar (2017). Del barrio a la capital: Tlatelolco y la Ciudad de México en el siglo XVIII. México: El Colegio de México. ISBN 9786076281888. OCLC 1007404154.
- Gonzalbo, Pilar (2018). Seglares en el claustro: dichas y desdichas de mujeres novohispanas. La aventura de la vida cotidiana: historia – investigación. México: El Colegio de México. ISBN 9786076285145. OCLC 1311929344.
- Gonzalbo, Pilar (2019). Hablando de historia: lo cotidiano, las costumbres, la cultura. La aventura de la vida cotidiana: teoría y método. México: El Colegio de México. ISBN 9786076285763. OCLC 20190521.
- Gonzalbo, Pilar (2023). Mulato Miguel: entre amigos y demonios, Oaxaca, siglo XVII. La aventura de la vida cotidiana: historia – investigación. México: El Colegio de México. ISBN 9786075644561. OCLC 1378907097.